# قارچ شاخ‌گوزنی
قارچ شاخ‌گوزنی (نام علمی: Ganoderma tsugae) نام یک گونه از تیره تابان‌پوستان است.